# Andrew Lockington

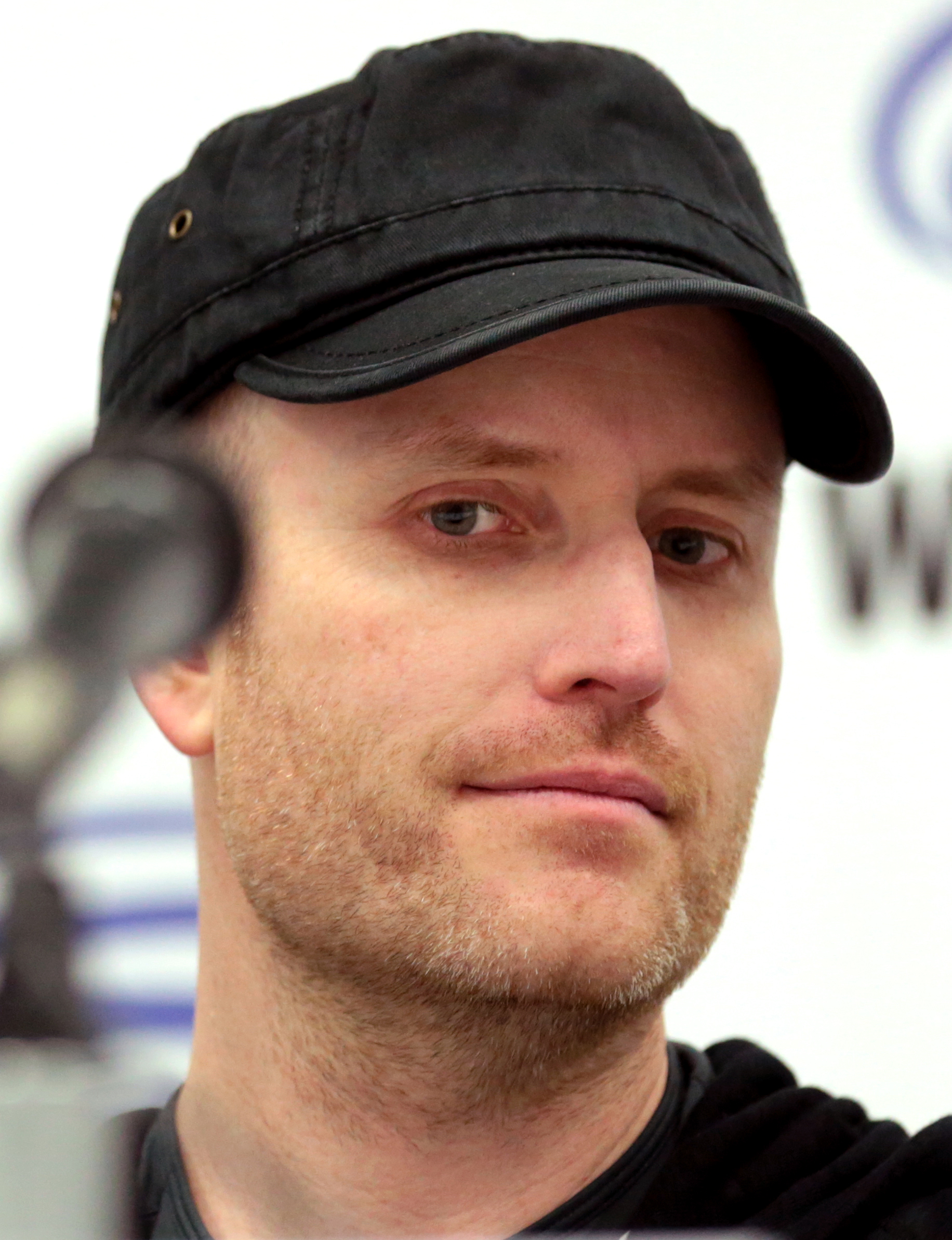
Andrew Lockington, 2017

Andrew Lockington (* 31. Januar 1974 in Burlington, Ontario) ist ein kanadischer Komponist.

## Leben
Andrew Lockington wurde in eine musikalische Familie geboren. Da seine beiden Eltern bereits früh mit dem Klavierspielen anfingen, brachten sie es auch ihm und seinen beiden Schwestern bei. Bereits früh versuchte er sich mit dem Komponieren eigener Stücke und spielte während seiner Highschoolzeit in einer Schülerrockband, sodass er sich nach seinem Abschluss entschloss Instrumentation und Komposition an der Wilfrid Laurier University zu studieren. Anschließend zog er nach Toronto, wo er ein Jahr lang als Jingle-Komponist arbeitete.
Ab 1997 arbeitete er als Filmkomponist, nachdem er als Assistent beim kanadischen Filmkomponisten Mychael Danna anfing, unter anderem für Filme wie Saint Ralph, City of Ember – Flucht aus der Dunkelheit und Die Reise zum Mittelpunkt der Erde.
Aktuell lebt er mit seiner Frau und den drei gemeinsamen Kindern sowohl in Toronto als auch in Los Angeles.

## Filmografie (Auswahl)
- 1998: At the End of the Day: The Sue Rodriguez Story
- 2000: XChange
- 2003: Fast Food High
- 2003–2006: Missing – Verzweifelt gesucht (Missing, Fernsehserie, 48 Episoden)
- 2004: Saint Ralph
- 2005: Wedding Bells (Cake)
- 2006: Skinwalkers
- 2008: City of Ember – Flucht aus der Dunkelheit (City of Ember)
- 2008: Die Reise zum Mittelpunkt der Erde (Journey to the Center of the Earth)
- 2009–2011: Sanctuary – Wächter der Kreaturen (Sanctuary, Fernsehserie, 14 Episoden)
- 2012: Die Reise zur geheimnisvollen Insel (Journey 2: The Mysterious Island)
- 2012–2013: Primeval: New World (Fernsehserie, 13 Episoden)
- 2013: Percy Jackson – Im Bann des Zyklopen (Percy Jackson: Sea of Monsters)
- 2015: San Andreas
- 2016: Incarnate – Teuflische Besessenheit (Incarnate)
- 2016: Aftermath (Fernsehserie, 13 Episoden)
- 2016–2018: Frontier (Fernsehserie, 18 Episoden)
- 2017: Den Sternen so nah (The Space Between Us)
- 2017: Meditation Park
- 2018: Rampage – Big Meets Bigger (Rampage)
- 2018: Zurück zu dir – Eine zweite Chance für die Liebe (Time Freak)
- 2019: The Kindness of Strangers
- seit 2021: Mayor of Kingstown (Fernsehserie)
- 2024: Atlas

## Diskografie
- 1994: Dream[4]